# Лизогубовка (Брянская область)
Лизогубовка — село в Унечском районе Брянской области в составе Старосельского сельского поселения.

## География
Находится в центральной части Брянской области на расстоянии приблизительно 30 км на восток-северо-восток по прямой от вокзала железнодорожной станции Унеча.

## История
Основано Андреем Лизогубом как слобода в конце XVII века, позднее — владение А. Д. Меншикова, с конца XVII века — Будпянского, Косача, Горового и других, входило в Почепскую сотню Стародубского полка. С 1715 упоминалось как село с Покровской церковью (не сохранилась). В середине XX века работал колхоз «Созна-ние». В 1859 году здесь (село Мглинского уезда Черниговской губернии) учтено было 83 двора, в 1892—135.

## Население
Численность населения: 506 человек (1859 год), 883 (1892), 445 человек (русские 98 %) в 2002 году, 258 в 2010.